# 이정윤 (축구 선수)
이정윤(2000년 11월 9일 ~ )는 대한민국의 축구 선수로, 포지션은 수비형 미드필더이다. 현재 K리그2 부산 아이파크 소속이다.